# Шом (Франция)
Шом (фр. Chaum, окс. Shaum) — коммуна во Франции, находится в регионе Окситания. Департамент — Верхняя Гаронна. Входит в состав кантона Сен-Беа. Округ коммуны — Сен-Годенс.
Код INSEE коммуны — 31139.

## География

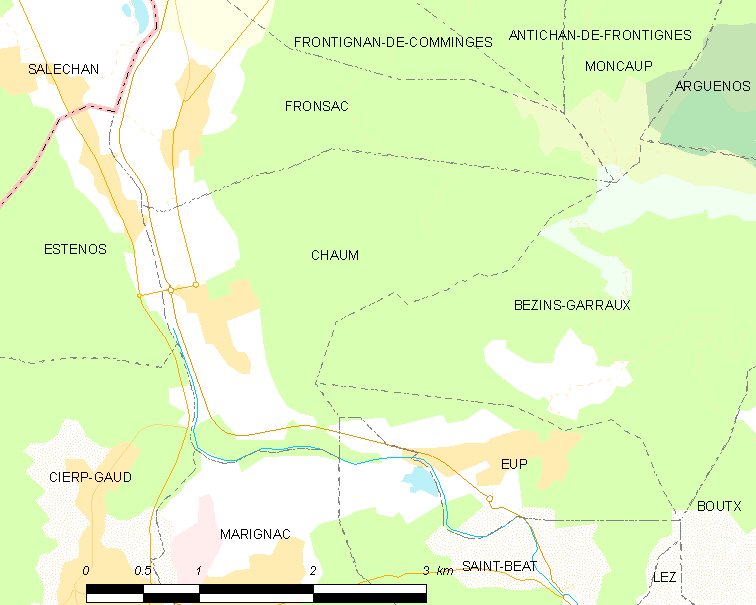
Карта коммуны

Коммуна расположена приблизительно в 680 км к югу от Парижа, в 100 км к юго-западу от Тулузы.
На западе коммуны протекает река Гаронна. Большую часть коммуны занимают леса.

## Климат
Климат умеренно-океанический. Зима мягкая и снежная, весна характеризуется сильными дождями и грозами, лето сухое и жаркое, осень солнечная. Преобладают сильные юго-восточные и северо-западные ветры.

## Население
Население коммуны на 2010 год составляло 214 человек.
| 1962 | 1968 | 1975 | 1982 | 1990 | 1999 | 2010 |
| ---- | ---- | ---- | ---- | ---- | ---- | ---- |
| 220  | 255  | 247  | 212  | 198  | 193  | 214  |

## Администрация
| Период | Период | Фамилия        | Партия                  | Примечания |
| ------ | ------ | -------------- | ----------------------- | ---------- |
| 2001   | 2008   | Мишель Фуйерон | Социалистическая партия |            |
| 2008   | 2020   | Жозе Кастель   |                         |            |

## Экономика
В 2010 году среди 115 человек трудоспособного возраста (15—64 лет) 80 были экономически активными, 35 — неактивными (показатель активности — 69,6 %, в 1999 году было 61,9 %). Из 80 активных жителей работали 73 человека (45 мужчин и 28 женщин), безработных было 7 (2 мужчин и 5 женщин). Среди 35 неактивных 9 человек были учениками или студентами, 15 — пенсионерами, 11 были неактивными по другим причинам.

## Достопримечательности
- Церковь Св. Иакова